# Liste deutschsprachiger Autorinnen
Diese Liste deutschsprachiger Autorinnen enthält Autorinnen, von denen literarische Texte in deutscher Sprache veröffentlicht wurden. Dazu gehören Romane, Erzählungen, Gedichte, Theaterstücke, Aufsätze, Lebensbeschreibungen, gedruckte Briefe und Tagebücher und Übersetzungen.

## 11. bis 16. Jahrhundert
| Name                    | von   | bis   | Bild | Bemerkungen                                       |
| ----------------------- | ----- | ----- | ---- | ------------------------------------------------- |
| Frau Ava                | ~1060 | 1127  |      | erste bekannte Autorin eines deutschen Textes     |
| Mechthild von Magdeburg | ~1207 | ~1282 |      | Mystikerin (Mittelniederdeutsche Texte)           |
| Margareta Ebner         | 1291  | 1351  |      | Mystikerin                                        |
| Katerina Lemmel         | 1466  | 1533  |      | Nonne, Briefe                                     |
| Argula von Grumbach     | 1492  | 1554  |      | erste protestantische Autorin, Dichtungen, Briefe |

## 17. Jahrhundert
| Name                                          | von      | bis       | Bild | Bemerkungen |
| --------------------------------------------- | -------- | --------- | ---- | --- |
| Maria Vöhler von Frickenhausen                | 1569     | 1618      |      | Bayrische Adlige und Verfasserin eines 1646 veröffentlichten Gebetsbuches                                                   |
| Maria Magdalena Haidenbucher                  | 1576     | 1650      |      | Deutsche Benediktinerin und Verfasserin eines 1988 herausgegebenen Tagebuchs                                                |
| Marie Colinet                                 | vor 1587 | nach 1638 |      | Schweizer Hebamme, Wundärztin und Verfasserin pietistischer Erbauungsbücher                                                 |
| Elisabeth von Hessen-Kassel                   | 1596     | 1625      |      | Verfasserin zahlreicher italienischer Madrigale und Canzonetten, übersetzte ein Schäferspiel vom Italienischen ins Deutsche |
| Dorothea Eleonora von Rosenthal               | vor 1600 | nach 1649 |      | Verfasste Lyrik und Prosa, stand mit Philipp von Zesen in Kontakt                                                           |
| Clara Catharina von Birken                    | 1605     | 1679      |      | Mitglied des Pegnesischen Blumenordens                                                                                      |
| Regina von Grünrad                            | vor 1609 | nach 1609 |      | |
| Sophie Eleonore von Sachsen                   | 1609     | 1671      |      | Gelegenheitsschriften |
| Anna von Medum                                | 1613     | 1674      |      | |
| Catharina Deuerling                           | 1617     | 1686      |      | Geistliche Schriften |
| Sibylla Schwarz                               | 1621     | 1638      |      | |
| Anna Elisabeth von Schlebusch                 | 1626     | 1706      |      | Religiöse Schriften |
| Maria Elisabeth von Brandenburg-Kulmbach      | 1628     | 1664      |      | Geistliche Lyrik |
| Sibylle Ursula von Braunschweig-Wolfenbüttel  | 1629     | 1671      |      | Theaterstücke, Gedichte, Prosaschauspiele, Übersetzungen                                                                    |
| Elisabeth von Senitz                          | 1629     | 1679      |      | Geistliche Lyrik, Briefe, Romanfragment                                                                                     |
| Margareta Maria von Bouwinghausen-Wallmerode  | 1629     | ~1679     |      | Schriftstellerin und Übersetzerin                                                                                           |
| Sophia Juliane von Schwarzburg-Rudolstadt     | 1639     | 1672      |      | Geistliche Lieder |
| Ludmilla Elisabeth von Schwarzburg-Rudolstadt | 1640     | 1672      |      | Kirchenlieddichterin |
| Susanna Eger                                  | 1640     | 1713      |      | Kochbücher |
| Gertraud Moller                               | 1641     | 1705      |      | Mitglied des Pegnesischen Blumenordens, Gelegenheitsdichtung                                                                |
| Elisabeth Sophia von Reichenbach              | 1642     | 1718      |      | Dichterin und Übersetzerin                                                                                                  |
| Maria Dorothea Omeis                          | 1650     | 1738      |      | Mitglied des Pegnesischen Blumenordens                                                                                      |
| Eva Margaretha Frölich                        | ~1650    | 1692      |      | Geistliche Schriften |
| Margaretha Susanna von Kuntsch                | 1651     | 1717      |      | Geistliche und weltliche Gedichte                                                                                           |
| Liselotte von der Pfalz                       | 1652     | 1722      |      | Briefe |
| Eleonore von dem Knesebeck                    | 1655     | 1717      |      | Geistliche Gedichte |
| Martha Elisabeth Zitter                       | 1655     | nach 1678 |      | Religiöse Streit- und Konversionsschriften                                                                                  |
| Eleonore Magdalene von Pfalz-Neuburg          | 1655     | 1720      |      | Geistliche Lieder, Meditationen, Übersetzungen                                                                              |
| Ursula Elisabeth Metzsch                      | 1656     | 1686      |      | Geistliche Gedichte |
| Anna Rupertina Fuchs                          | 1657     | 1722      |      | |
| Susanna Elisabeth Zeidler                     | 1657     | ~1706     |      | |
| Anna Maria Nützel                             | 1658     | 1685      |      | Mitglied des Pegnesischen Blumenordens, verfasste geistliche und weltliche Gedichte                                         |
| Christine Eleonore Stolberg-Gedern            | 1663     | 1749      |      | Pietistin |
| Helena Sibylla Moller                         | 1669     | 1735      |      | Epigramme |
| Rosina Dorothea Schilling-Ruckteschel         | 1670     | 1744      |      | Briefe, geistliche und weltliche Gedichte (u. a. feministischen Inhalts)                                                    |
| Johanna Sophie zu Hohenlohe-Langenburg        | 1673     | 1743      |      | Geistliche Lieder, Gedichte, Meditationen, Briefe                                                                           |
| Ursula Maria Zorn                             | 1674     | 1711      |      | Pietistin |
| Euphrosine Aue                                | 1677     | 1715      |      | Gelegenheitsdichtung |
| Juliana Patientia Schultt                     | 1680     | 1701      |      | Gedichte, geistliche Lieder, Briefe                                                                                         |
| Dorothea Lange                                | 1681     | 1728      |      | Mitglied des Pegnesischen Blumenordens                                                                                      |
| Anna Elisabeth Behaim                         | 1685     | 1716      |      | Psalmendichtung |
| Anna Euphrosine Mogen                         | 1686     | 1748      |      | Schriftstellerin und Historikerin                                                                                           |
| Marianne von Bressler                         | 1690     | 1728      |      | Gelegenheitsdichtung, Briefe                                                                                                |
| Dorothea Sophia Feetz                         | vor 1691 | 1715      |      | Schriftstellerin und Librettistin                                                                                           |
| Ursula Meyer                                  | vor 1692 | nach 1692 |      | Erbauungsliteratur |
| Anna Catharina Scharschmid                    | vor 1692 | nach 1702 |      | Pietistin, Teil des Quedlinburger Netzwerks                                                                                 |
| Benigna Marie Reuß zu Ebersdorf               | 1695     | 1751      |      | Kirchenlieddichterin |
| Friederike Caroline Neuber                    | 1697     | 1760      |      | Theaterstücke, wichtige Schauspielerin                                                                                      |
| Juliane Magdalene Cyprian                     | 1697     | 1721      |      | Gedichte, Lieder, Heldenbriefe                                                                                              |
| Anna Memorata                                 | ?        | ?         |      | Deutsche und lateinische Gedichte                                                                                           |

## 18. Jahrhundert
| Name                                                     | von      | bis       | Bild | Bemerkungen |
| -------------------------------------------------------- | -------- | --------- | ---- | --- |
| Erdmuthe Dorothea von Zinzendorf                         | 1700     | 1756      |      | Pietistin und Kirchenlieddichterin                                                                                |
| Magdalena Sibylla Rieger                                 | 1707     | 1786      |      | Pietistin |
| Christiane Rosine Spitzel                                | 1710     | 1740      |      | Dichterin |
| Sidonia Hedwig Zäunemann                                 | 1711     | 1740      |      | |
| Anna Dober                                               | 1713     | 1739      |      | Geistliche Lieder                                                                                                 |
| Luise Gottsched                                          | 1713     | 1762      |      | |
| Marie Sophie von Hopfgarten                              | 1713     | 1789      |      | Prosawerke, Familienchronik, selbsternannte Erfinderin des „Gedruckten Tableaus“                                  |
| Maria Erdmuthe Benigna Hänel                             | 1714     | 1775      |      | Geistliche Lyrik und Gelegenheitsdichtung                                                                         |
| Anna Dorothea Lange                                      | 1715     | 1764      |      | Geistliche und weltliche Gedichte, u. a. Gedicht über die Schweizer Berge                                         |
| Sophia Regina Gräf                                       | vor 1715 | nach 1715 |      | Geistliche Lieder                                                                                                 |
| Elisabeth Christine von Braunschweig-Wolfenbüttel-Bevern | 1715     | 1797      |      | Gemahlin Friedrichs II. und Königin von Preußen, Übersetzerin und Verfasserin geistlicher Schriften               |
| Maria Christine Koch                                     | 1717     | 1741      |      | Geistliche und weltliche Gedichte, u. a. Satiren                                                                  |
| Esther Grünbeck                                          | 1717     | 1796      |      | Dichterin und Mitglied der Herrnhuter Brüdergemeine                                                               |
| Anna Louisa Karsch                                       | 1722     | 1791      |      | Dichterin in Berlin. Sie gilt als eine der ersten finanziell unabhängigen Berufsschriftstellerinnen Deutschlands. |
| Christiane Eleonore zu Dohna-Lauck                       | 1723     | 1786      |      | Äbtissin des Klosters Drübeck und Dichterin geistlicher Lieder                                                    |
| Maria Anna Sagar                                         | 1727     | 1805      |      | |
| Sophie von La Roche                                      | 1730     | 1807      |      | Sie gilt als eine der ersten finanziell unabhängigen Berufsschriftstellerinnen Deutschlands.                      |
| Anna Barbara Knackrügge                                  | vor 1735 | nach 1735 |      | Geistliche und weltliche Gedichte                                                                                 |
| Anna Sophia Willerdingen                                 | vor 1739 | nach 1739 |      | Heilpraktikerin und Autorin eines medizinischen Buches                                                            |
| Johanna Isabella Eleonore von Wallenrodt                 | 1740     | 1819      |      | |
| Friederike Helene Unger                                  | 1741?    | 1813      |      | |
| Charlotte von Stein                                      | 1742     | 1827      |      | Theaterstücke |
| Cornelia Schlosser                                       | 1750     | 1777      |      | Briefautorin |
| Benedikte Naubert                                        | 1752     | 1819      |      | historische Romane                                                                                                |
| Elisa von der Recke                                      | 1754     | 1833      |      | aus Kurland |
| Caroline von Wolzogen                                    | 1763     | 1847      |      | |
| Caroline Schelling                                       | 1763     | 1809      |      | |
| Dorothea Schlegel                                        | 1764     | 1839      |      | |
| Caroline Auguste Fischer                                 | 1764     | 1842      |      | Frauenrechtlerin                                                                                                  |
| Therese Huber                                            | 1764     | 1829      |      | Erzählungen, Übersetzerin                                                                                         |
| Meta Forkel-Liebeskind                                   | 1765     | 1853      |      | Dichterin, Übersetzerin                                                                                           |
| Johanna Schopenhauer                                     | 1766     | 1838      |      | Schriftstellerin, Bekannte von Goethe, Mutter von Arthur Schopenhauer                                             |
| Wilhelmine Karoline von Wobeser                          | 1769     | 1807      |      | |
| Caroline Pichler                                         | 1769     | 1843      |      | |
| Sophie Mereau                                            | 1770     | 1806      |      | Romane, Gedichte                                                                                                  |
| Rahel Varnhagen von Ense                                 | 1771     | 1833      |      | Schriftstellerin der Romantik. Trat für die jüdische Emanzipation und die Emanzipation der Frauen ein.            |
| Caroline de la Motte Fouqué                              | 1773     | 1831      |      | |
| Sophie Tieck                                             | 1775     | 1833      |      | Schriftstellerin der Romantik.                                                                                    |
| Amalie von Imhoff                                        | 1776     | 1831      |      | |
| Fanny Tarnow                                             | 1779     | 1862      |      | Erzählungen, Theaterstücke                                                                                        |
| Karoline von Günderrode                                  | 1780     | 1806      |      | Dichterin der Romantik                                                                                            |
| Charlotte von Ahlefeld                                   | 1781     | 1849      |      | |
| Helmina von Chézy                                        | 1783     | 1856      |      | Theaterstücke |
| Bettina von Arnim                                        | 1785     | 1859      |      | |
| Ludmilla Assing                                          | 1785     | 1859      |      | Erzählungen, Biographien                                                                                          |
| Henriette Paalzow                                        | 1788     | 1847      |      | historische Romane                                                                                                |
| Amalie Schoppe                                           | 1791     | 1858      |      | Kinderbücher |
| Annette von Droste-Hülshoff                              | 1797     | 1848      |      | Gehört zu den bedeutendsten deutschsprachigen Dichtern und Dichterinnen des 19. Jahrhunderts.                     |
| Luise Hensel                                             | 1798     | 1876      |      | Religiöse Texte                                                                                                   |
| Ida von Lüttichau                                        | 1798     | 1856      |      | |
| Dorothea Tieck                                           | 1799     | 1841      |      | |
| Charlotte Birch-Pfeiffer                                 | 1800     | 1868      |      | Theaterstücke |
| Frau von W.                                              | vor 1807 | nach 1838 |      | |

## 19. Jahrhundert

### 1801 bis 1825
| Name                      | von  | bis  | Bild | Bemerkungen                                              |
| ------------------------- | ---- | ---- | ---- | -------------------------------------------------------- |
| Kathinka Zitz-Halein      | 1801 | 1877 |      |                                                          |
| Henriette Davidis         | 1801 | 1876 |      | Kochbücher                                               |
| Luise von Plönnies        | 1803 | 1872 |      | Übersetzerin, Gedichte                                   |
| Ida von Hahn-Hahn         | 1805 | 1880 |      |                                                          |
| Johanna Kinkel            | 1810 | 1858 |      | Romane, Musikliteratur                                   |
| Fanny Lewald              | 1811 | 1889 |      | Romane                                                   |
| Luise Mühlbach            | 1814 | 1873 |      | erfolgreiche Schriftstellerin, historische Erzählungen   |
| Louise Aston              | 1814 | 1871 |      | Schriftstellerin, Frauenrechtlerin, Revolutionärin       |
| Marie Petersen            | 1816 | 1859 |      | Erzählungen, Märchen                                     |
| Malwida von Meysenbug     | 1816 | 1903 |      | idealistische Autorin                                    |
| Marie Nathusius           | 1817 | 1857 |      | erfolgreiche Romanautorin                                |
| Ottilie Wildermuth        | 1817 | 1877 |      | erfolgreiche Romanautorin, auch Kinderbücher             |
| Mathilde Franziska Anneke | 1817 | 1884 |      | Schriftstellerin, führende Frauenrechtlerin in den USA   |
| Louise von François       | 1817 | 1893 |      | Romane                                                   |
| Louise Otto-Peters        | 1819 | 1895 |      | bekannte Frauenrechtlerin                                |
| E. Marlitt (Eugenie John) | 1825 | 1877 |      | erfolgreiche Autorin, Romane, Theaterstücke, Erzählungen |

### 1826 bis 1850
| Name                              | von  | bis  | Bild | Bemerkungen                                                          |
| --------------------------------- | ---- | ---- | ---- | -------------------------------------------------------------------- |
| Auguste von der Decken            | 1827 | 1908 |      | 50 Romane, auch Erzählungen                                          |
| Friederike Kempner                | 1828 | 1904 |      | Dichterin                                                            |
| Emmy von Rhoden                   | 1829 | 1885 |      |                                                                      |
| Adele von Bredow-Görne            | 1830 | 1885 |      | Schriftstellerin und Dramatikerin                                    |
| Marie von Ebner-Eschenbach        | 1830 | 1916 |      | bedeutendste deutschsprachige Schriftstellerin ihrer Zeit            |
| Ulrike Henschke                   | 1830 | 1897 |      | Romane, pädagogische Literatur                                       |
| Hedwig Dohm                       | 1831 | 1919 |      | bedeutende Frauenrechtlerin                                          |
| Elise Henle                       | 1832 | 1892 |      |                                                                      |
| Marie Calm                        | 1832 | 1887 |      | Romane                                                               |
| Josephine zu Leiningen-Westerburg | 1835 | 1917 |      | Lyrik                                                                |
| Wilhelmine von Hillern            | 1836 | 1916 |      | Romane, Erzählungen, Schauspielerin                                  |
| Adelheid von Schorn               | 1841 | 1916 |      |                                                                      |
| Blanda Corony                     | 1841 | 1916 |      | Kriminalromane, Unterhaltungsromane, Theaterkritiken                 |
| Emma Laddey                       | 1841 | 1892 |      | Schauspielerin, Schriftstellerin, Dramatikerin und Kinderbuchautorin |
| Helene Hübener                    | 1843 | 1911 |      | mecklenburgische Schriftstellerin                                    |
| Wilhelmine Heimburg               | 1848 | 1912 |      | erfolgreiche Romanschriftstellerin                                   |
| Marie Rickmeyer                   | 1848 | 1919 |      | christlich geprägte Jugendschriftstellerin                           |
| Ilse Frapan                       | 1849 | 1908 |      |                                                                      |
| Helene Adler                      | 1849 | 1923 |      | jüdische Dichterin                                                   |
| Helene von Engelhardt             | 1850 | 1910 |      | baltendeutsche Dichterin, Übersetzerin                               |
| Marie Wernicke                    | 1850 | 1915 |      | gründete zwei Schriftstellerinnenverbände                            |

### 1851 bis 1875
| Name                              | von  | bis       | Bild                                                        | Bemerkungen                                                                     |
| --------------------------------- | ---- | --------- | ----------------------------------------------------------- | ------------------------------------------------------------------------------- |
| Hedwig Kettler                    | 1851 | 1937      |                                                             | bekannte Reformpädagogin, Romane                                                |
| Ellen Lenneck                     | 1851 | 1880      |                                                             | Romane                                                                          |
| Ida Boy-Ed                        | 1853 | 1928      |                                                             | erfolgreiche Schriftstellerin                                                   |
| Isolde Kurz                       | 1853 | 1944      |                                                             | Erzählungen                                                                     |
| Elisabeth Dauthendey              | 1854 | 1943      |                                                             |                                                                                 |
| Charlotte Niese                   | 1854 | 1935      |                                                             |                                                                                 |
| Eufemia von Adlersfeld-Ballestrem | 1854 | 1941      |                                                             | erfolgreiche Schriftstellerin                                                   |
| Ada von Gersdorff                 | 1854 | 1922      |                                                             | erfolgreiche Schriftstellerin                                                   |
| Nanny von Escher                  | 1855 | 1932      |                                                             |                                                                                 |
| Emilie Mataja (Emil Marriot)      | 1855 | 1938      |                                                             | erfolgreiche österreichische Schriftstellerin                                   |
| Helene Böhlau                     | 1856 | 1940      |                                                             | Romane                                                                          |
| Anita Augspurg                    | 1857 | 1943      |                                                             | bedeutende Frauenrechtlerin                                                     |
| Gabriele Reuter                   | 1859 | 1941      |                                                             | bekannte Schriftstellerin, Romane, Kinderliteratur                              |
| Clara Müller-Jahnke               | 1860 | 1905      |                                                             |                                                                                 |
| Nataly von Eschstruth             | 1860 | 1939      |                                                             | erfolgreiche Schriftstellerin, Romane                                           |
| Clara Viebig                      | 1860 | 1952      |                                                             | erfolgreichste Schriftstellerin um 1900–1910                                    |
| Lou Andreas-Salomé                | 1861 | 1937      |                                                             | bekannte Schriftstellerin, befreundet mit Rilke und Nietzsche                   |
| Elisabeth von Heyking             | 1861 | 1925      |                                                             | erfolgreiche Schriftstellerin, Reiseberichte, Tagebücher                        |
| Paula Dehmel                      | 1862 | 1918      |                                                             | Ehefrau von Richard Dehmel                                                      |
| Felicitas Rose                    | 1862 | 1938      |                                                             |                                                                                 |
| Ricarda Huch                      | 1864 | 1947      |                                                             | bekannte Historikerin, Romane                                                   |
| Juliane Déry                      | 1864 | 1899      | Juliane Déry auf einem Gemälde von Franz von Stuck, um 1898 | Schriftstellerin und Dramatikerin                                               |
| Hedwig Lachmann                   | 1865 | 1918      |                                                             | bekannte Autorin, auch Übersetzungen                                            |
| Lily Braun                        | 1865 | 1916      |                                                             | feministische Autorin                                                           |
| Käthe Schirmacher                 | 1865 | 1930      |                                                             | bekannte rechte Frauenrechtlerin                                                |
| Elsa Bernstein                    | 1866 | 1949      |                                                             | Theaterstücke                                                                   |
| Margarete Böhme                   | 1867 | 1939      |                                                             | erfolgreiche Schriftstellerin, Romane                                           |
| Hedwig Courths-Mahler             | 1867 | 1950      |                                                             | bekannte Schriftstellerin, Romane                                               |
| Elsbeth Meyer-Förster             | 1868 | 1902      |                                                             | Romane, Erzählungen                                                             |
| Therese Paris                     | 1868 | 1942      |                                                             | Kinder- und Jugendbuchautorin und Essayistin                                    |
| Else Lasker-Schüler               | 1869 | 1945      |                                                             | eine der bekanntesten Schriftstellerinnen ihrer Zeit, Lyrik, Romane             |
| Annette Kolb                      | 1870 | 1967      |                                                             | bekannte Pazifistin, Romane                                                     |
| Marianne Weber                    | 1870 | 1954      |                                                             | Frauenrechtlerin, Ehefrau von Max Weber                                         |
| Fanny Gräfin zu Reventlow         | 1871 | 1918      |                                                             | bekannte Autorin, humoristisch-satirische Literatur                             |
| Hanny Brentano                    | 1872 | 1940      |                                                             | österreichische Publizistin, Herausgeberin von katholischen Frauenzeitschriften |
| Adele Schreiber-Krieger           | 1872 | 1957      |                                                             | politische Texte                                                                |
| Helene Christaller                | 1872 | 1953      |                                                             | Kinderliteratur                                                                 |
| Emmy von Egidy                    | 1872 | 1946      |                                                             |                                                                                 |
| Gertrud David                     | 1872 | 1936      |                                                             | Journalistin, Filmemacherin                                                     |
| Gertrud Bäumer                    | 1873 | 1954      |                                                             | führende Frauenrechtlerin                                                       |
| Clementine Krämer                 | 1873 | 1942      |                                                             | Sozialaktivistin, Erzählungen                                                   |
| Elisabeth Goedicke                | 1873 | nach 1943 |                                                             |                                                                                 |
| Mathilde Wurm                     | 1874 | 1935      |                                                             | politische Publizistin, Vertraute von Rosa Luxemburg                            |
| Emerenz Meier                     | 1874 | 1928      |                                                             | bayerische Volksdichterin                                                       |
| Alice Berend                      | 1875 | 1938      |                                                             | erfolgreiche Autorin                                                            |
| Helene Voigt-Diederichs           | 1875 | 1961      |                                                             | Reiseschriftstellerin, Erzählungen                                              |

### 1876 bis 1900
| Name                                   | von  | bis  | Bild | Bemerkungen                                                      |
| -------------------------------------- | ---- | ---- | ---- | ---------------------------------------------------------------- |
| Gertrud von le Fort                    | 1876 | 1971 |      | Romane, Gedichte                                                 |
| Johanna Else Ury                       | 1877 | 1943 |      | jüdische Kinderbuchautorin                                       |
| Liesbet Dill                           | 1877 | 1962 |      |                                                                  |
| Ruth Margarete Roellig                 | 1878 | 1969 |      | Romane, Reisebeschreibungen                                      |
| Agnes Miegel                           | 1879 | 1964 |      | ostpreußische Volksdichterin, Gedichte, Erzählungen              |
| Ilse von Stach                         | 1879 | 1941 |      | Romane, Stücke                                                   |
| Mechtilde Lichnowsky                   | 1879 | 1958 |      | Gedichte, Stücke                                                 |
| Anna Rüling (Theo Anna Sprüngli)       | 1880 | 1953 |      | transsexuelle Aktivistin                                         |
| Lena Christ                            | 1881 | 1920 |      | bayerische Volksdichterin                                        |
| Hermynia zur Mühlen                    | 1883 | 1951 |      | österreichische Schriftstellerin                                 |
| Ina Seidel                             | 1885 | 1974 |      | erfolgreiche Schriftstellerin                                    |
| Bertha Badt-Strauss                    | 1885 | 1970 |      | Biographien, Übersetzungen                                       |
| Emmy Hennings                          | 1885 | 1948 |      | Schauspielerin                                                   |
| Herma Studeny                          | 1886 | 1973 |      | Sachbücher                                                       |
| Anna Elisabet Weirauch                 | 1887 | 1970 |      |                                                                  |
| Christa Winsloe                        | 1888 | 1944 |      | deutsch-ungarische Autorin, Dramatikerin, Drehbuchautorin        |
| Vicki Baum                             | 1888 | 1960 |      | Bestsellerautorin der 1920er Jahre                               |
| Thea von Harbou                        | 1888 | 1954 |      | Romane, bedeutende Regisseurin                                   |
| Margot Benary-Isbert                   | 1889 | 1979 |      | Kinderliteratur                                                  |
| Bella Fromm                            | 1890 | 1972 |      | jüdische Journalistin                                            |
| Claire Goll                            | 1890 | 1977 |      | Romane, auch in französischer Sprache, Frau von Ivan Goll        |
| Nelly Sachs                            | 1891 | 1970 |      | jüdische Lyrikerin, 1966 Nobelpreis für Literatur                |
| Josefa Berens-Totenohl                 | 1891 | 1969 |      |                                                                  |
| Alice Rühle-Gerstel                    | 1894 | 1943 |      | Frauenrechtlerin                                                 |
| Rahel Sanzara                          | 1894 | 1936 |      | Romane                                                           |
| Elisabeth Castonier                    | 1894 | 1975 |      | Kinderliteratur, Journalistin, auch in englischer Sprache        |
| Gertrud Kolmar                         | 1894 | 1943 |      | jüdische Dichterin                                               |
| Larissa Reissner                       | 1895 | 1926 |      | russische Revolutionärin deutscher Herkunft, Romane              |
| Maximiliane Ackers                     | 1896 | 1982 |      | Romane, Stücke                                                   |
| Inge Westpfahl (Inge von Holtzendorff) | 1896 | 1974 |      | Dramen, Gedichte                                                 |
| Hertha A. Deutsch (Adrienne Thomas)    | 1897 | 1980 |      | autobiographische Romane                                         |
| Eva Gabriele Reichmann                 | 1897 | 1998 |      | Historikerin, gegen Antisemitismus                               |
| Lessie Sachs                           | 1897 | 1942 |      | Künstlerin                                                       |
| Elisabeth Langgässer                   | 1899 | 1950 |      |                                                                  |
| Ilse Langner                           | 1899 | 1987 |      |                                                                  |
| Ilse Blumenthal-Weiss                  | 1899 | 1987 |      | Gedichte                                                         |
| Anna Seghers                           | 1900 | 1983 |      | Vorsitzende des DDR-Schriftstellerverbandes, Romane, Erzählungen |

## Fremdsprachige Texte
Deutschsprachige Autorinnen, von denen nur fremdsprachige Texte veröffentlicht wurden:
- Hrotsvit (um 935–nach 973), lateinische Texte
- Hildegard von Bingen (1098–1179), lateinische Texte
- Elisabeth von Schönau, 1129–1165, Mystikerin, lateinische Texte
- Mechthild von Hackeborn (um 1240–1298), lateinische Texte
- Charlotte Wolff (1897-1986), englische Texte
- Sybille Bedford (1911–2006), englische Erzählungen
- Lisel Mueller (1924–2020), amerikanische Gedichte
- Petra Mathers (1945), amerikanische Kinderliteratur

## Lexika

### Wichtige Lexika
Die wichtigsten Lexika über Schriftstellerinnen bis zum 19. Jahrhundert sind
- Deutsches Literatur-Lexikon, 1968–2012; 2000ff.
- Elisabeth Friedrichs: Die deutschsprachigen Schriftstellerinnen des 18. und 19. Jahrhunderts. Ein Lexikon. J. B. Metzler, Stuttgart 1981 PDF, mit biographischen Kurzangaben und Literaturverweisen
- Franz Brümmer: Lexikon der deutschen Dichter und Prosaisten, 7 Bände, 1913, detaillierteste Angaben
- Sophie Pataky: Lexikon deutscher Frauen der Feder, 2 Bände, 1898, mit etwa 5000 Autorinnen
- Hiltrud Gnüg, Renate Möhrmann: Frauen Literatur Geschichte. Hrsg.: J.B. Metzler Stuttgart. 2. Auflage. Springer-Verlag Berlin, 1998, ISBN 3-476-01543-2.

### Weitere Schriftstellerinnen-Lexika
- Renate Wall: Lexikon deutschsprachiger Schriftstellerinnen im Exil 1933–1945. 1995
- Petra Budke, Jutta Schulze: Schriftstellerinnen in Berlin 1871 bis 1945. Ein Lexikon zu Leben und Werk. 1995
- Doris Stump, Maya Widmer, Regula Wyss: Deutschsprachige Schriftstellerinnen in der Schweiz 1700–1945. Eine Bibliographie. 1994
- Astrid Otto: Schreibende Frauen des 19. Jahrhunderts in Kassel und Nordhessen. Lebensläufe und Bibliographien 1756–1943. 1990
- Elke Frederiksen (Hrsg.): Women Writers of Germany, Austria, and Switzerland. An Annotated Bio-Bibliographical Guide. 1989
- Gisa Brinker-Gabler, Karola Ludwig, Angela Wöffen: Lexikon deutschsprachiger Schriftstellerinnen 1800–1945. 1986 Digitalisat
- Jean Muir Woods, Maria Fürstenwald: Schriftstellerinnen, Künstlerinnen und gelehrte Frauen des deutschen Barock. Ein Lexikon. 1984. Auszüge
- Sigrid Schmid-Bortenschlager, Hanna Schnedl-Bubenitek: Österreichische Schriftstellerinnen 1880–1938. Eine Bio-Bibliographie. 1982.
- Marianne Nigg: Biographien der österreichischen Dichterinnen und Schriftstellerinnen. Ein Beitrag zur deutschen Literatur in Österreich. 1893.
- Heinrich Groß: Deutschlands Schriftstellerinnen und Dichterinnen, Berlin 1882, mit 680 Kurzangaben
- Carl Wilhelm Otto August von Schindel: Die deutschen Schriftstellerinnen des neunzehnten Jahrhunderts. 1823–1825.
- Samuel Baur: Deutschlands Schriftstellerinnen. Eine charakteristische Skize. 1790.
- Georg Christian Lehms: Teutschlands Galante Poetinnen. 1715.